# Obszesszív-kompulzív személyiségzavar
Az obszesszív-kompulzív személyiségzavar (angolul: obsessive-compulsive personality disorder), másképp rögeszmés-kényszeres személyiségzavar, kényszeres személyiségzavar, anankasztikus személyiségzavar, vagy nemzetközileg ismert rövidítéssel OCPD egy olyan személyiségzavar, amely magában foglal egyfajta beteges vágyat a tökéletességre, valamint megszállottságot a szabályokra és a szervezésre nézve. Az OCPD-s személyek aggodalmat érezhetnek, ha észreveszik a nem helyén való vagy nem az ő szabályaik szerint működő dolgokat. Ez a dolgok elvégzésének rutinos, szabályos módjához vezethet, akár saját maguk, akár családjuk életéről legyen szó.

## Jelek és tünetek
Az OCPD-s betegek első tünetei: belefeledkeznek a részletekbe, szabályokba, döntési listák készítésébe, rendszerességbe, szervezésbe vagy akár menetrendekbe; hitük merev és megváltoztathatatlan; perfekcionizmus, amely zavarja őket a feladatok megoldásában; túlzott hangsúlyt fektetnek idejük megfelelő beosztására; nagyon lelkiismeretesek; rugalmatlan erkölcsökkel, etikával és értékrendszerrel rendelkeznek; felhalmoznak olyan dolgokat, amelyek már értéktelenek; és vonakodnak attól, hogy átruházzanak egy feladatot/munkát valaki másra, mert félnek, hogy szigorú szabályaik így nem fognak teljesülni.

### Rögeszme
A rögeszme állandóan visszatérő, nem kívánt, tolakodó gondolat, amely gyakran agresszív vagy szexuális cselekedeteket sugall.
Néhány OCPD-s beteg megszállott szükséget mutat a tisztaságra. Akik nem mutatnak ilyen hajlamot, azok is kiváló rendszereket állítanak fel a tisztaság fenntartására, de nem feltétlenül követik ezeket, más sokkal fontosabb prioritások miatt. Például, annak szükségessége, hogy a személy jó minőségű munkát végezzen, vagy befejezzen egy adott feladatot a munkahelyén, rákényszerítheti az OCPD-s személyt, hogy otthona meglehetősen rendezetlenné és szervezetlenné váljon. Ugyanakkor egyazon személy, ha hirtelen munkanélkülivé válik, vagy befejezi más tevékenységeit könnyen a tisztaság megszállottjává válhat, mivel egyéb tevékenységei kevesebb időt kötnek le. Bár a rögeszmés viselkedés része a szorongás kontrolljának, mindazonáltal sok feszültség marad a személyben. A rögeszme természete alapján lehet jelentős, vagy kevésbé jelentős, tehát az OCPD-s személyre nem húzható rá a „szervezett” sablon; lehet, hogy kaotikusan él, különösen, ha az OCPD mellett depresszió és/vagy szorongásos betegség is jelen van.
Bár felszínes hasonlóságok vannak a döntési listakészítő rögeszme és az Asperger-szindróma rögeszmés tünetei között, ezt a betegséget gondosan meg kell különböztetni az OCPD-től, különösen érzelmi vonatkozásban; például az empátia, szociális megküzdés, és általában a szociális készségek tekintetében.

### Kényszer
A kényszer olyan visszatérő cselekedet, amelynek az egyén nem képes ellenállni, úgy érzi, hogy végeznie kell; rituális viselkedés.
Egy feladat vagy probléma megoldására egy OCPD-s személy esetében hatással lehet, ha túl hosszú idő van a feladat helyes megoldására. A személyes és társas kapcsolatok gyakran jelentős terhelés alatt vannak, mert a szorongó OCPD-s személy ragaszkodik a felelősségéhez és ahhoz, hogy ő az egyetlen, aki tudja, hogy mi a helyes. Rendszeresen fordítanak sok időt a pontosságra, mint például minden dolog pontos helyre rakása, pontosan a megfelelő módon. Az OCPD-ben szenvedők lehetnek szorongók az életük eseményeinek lehetséges rossz kimenetelével kapcsolatban, és érzékenyen reagálnak a pénz felhalmozásával kapcsolatosan. Az is előfordulhat, hogy a kóros pénzfelhalmozás, úgy mint a fukarság vagy zsugoriság másokkal szemben, minimalizálja a személy mindennapi kiadásait.
Az előrehaladott OCPD-s személyek cselekvései és hiedelmei sarkítottak, szélsőségesek, lehetnek teljesen helyesek vagy abszolút helytelenek, ahol az OCPD-s egyén mindig a jót, a helyeset képviseli. Ahogy az várható volt, az interperszonális kapcsolatok bonyolultak, nehézkesek a barátokkal, partnerekkel és gyermekekkel szembeni túlzott elvárások miatt. Néha, ha mások nem teszik azt, amit az OCPD-s személy szeretne, csalódottságuk haragba, sőt akár erőszakba csap át. Az OCPD-s emberek gyakran negatívan tekintenek az életükre, jövőjükre, pesszimisták, ez a depresszió egyik alapvető formája. Ez időnként olyan súlyossá válhat, hogy az öngyilkosság igazi kockázati tényezővé válik. Valóban, egy tanulmány szerint a személyiségzavarok kiválthatnak pszichiátriai megbetegedéseket. További problémákat okozhat egy jelentősebb depressziós periódusban.
Amikor egy OCPD-s beteg nyugtalan vagy izgatott, jelentkezhet nála arcrángás, grimaszolás, vagy kiadhat különböző hangokat, mint a Tourette-szindrómában, vagy tehet kiszámíthatatlan dolgokat, ezzel kockázatot vállalva. Tarthatják otthonukat tökéletesen rendezetten, vagy aggódhatnak, ha másra ruháznak át egy feladatot, hogy az nem lesz tökéletesen elkészítve. Ragaszkodhatnak ahhoz, hogy másoktól vegyenek át feladatokat, annak érdekében, hogy azok helyesen legyenek végrehajtva. Négy OCPD-s közül egy merev és makacs jellemvonásokat mutat, ez meghatározó kritérium.

## Okok
Az OCPD-re való családi hajlamot DNS vizsgálatokkal lehet kimutatni. Két tanulmány szerint a DRD3 gén sajátos formájával rendelkező embereknél valószínűbb az OCPD, illetve a depresszió kialakulása, különösen férfiaknál. Az OCPD-re való hajlam genetikailag meghatározott, ugyanakkor, szunnyadhat, amíg az élet eseményei ki nem váltják a betegséget. Ennek a nézőpontnak fontos következményei vannak. A genetikai hajlammal született gyermekeknél talán soha nem alakulnak ki a jellemző vonások. Sok függhet a környezettől, amelyben a gyermekek felnőnek. Ha az OCPD megjelenik a gyermek környezetében, aki OCPD-re hajlamos, kiváltódhat a betegség, és ennél fogva tovább súlyosbodhat. Tehát, például, ha egy gyermek olyan családban nevelkedik, ahol a szülők OCPD-ben szenvednek, a gyermek hajlama kifejeződik a viselkedésben és attitűdjeiben. Azonban ennek ellenkezője is igaz. Egy másik nézőpont szerint azon gyermekek, akik nem örökölték a genetikai hajlamot, szintén felvehetik a családi interperszonális és viselkedési szokásokat és kialakulhat náluk az OCPD.

## Diagnózis

### DSM
A mentális zavarok diagnosztikai és statisztikai kézikönyvének (Diagnostic and Statistical Manual of Mental Disorders) negyedik kiadása egy széles körben használt kézikönyv mentális zavarok diagnosztizálására, valamint a rögeszmés-kényszeres személyiségzavar megállapítására (Axis II Cluster C).
Az OCPD tüneteit, 2000-ben az alábbi tényezőkkel jellemzi, melyek közül legalább 4 megjelenése szükséges a betegség diagnosztizálásához:
1. Olyan mértékben foglalkoztatják a részletek, szabályok, listák, a rend, a szervezettség vagy a menetrendek, hogy az általa végzett tevékenység lényegét veszti.
2. Perfekcionizmust mutat, amely zavarja a feladatmegoldásban (pl. képtelen teljesíteni egy feladatot, mert a saját túlzottan szigorú szabályai nem teljesülnek).
3. Túl sok energiát fordít a munkájára és teljesítményére, kizárja életéből a szabadidős tevékenységeket és a baráti kapcsolatokat (nem a nyilvánvaló gazdasági szükségletek kielégítése érdekében és mértékében).
4. Lelkiismeretes; erkölcsi, etikai és értékrendjével kapcsolatos kérdésekben rugalmatlan (nem fogadja el mások kulturális vagy vallási azonosulását).
5. Nem képes megválni elhasználódott vagy értéktelen tárgyaitól, még ha azokhoz nincs is érzelmi kötődése.
6. Vonakodik attól, hogy másra ruházza át feladatait kivéve, ha az adott személy teljes mértékben aláveti magát az ő szigorú szabályainak, és a szerint oldja meg a feladatot.
7. Kiadásait minimalizálja mind önmaga, mind mások irányába; a pénzre úgy tekint, mint egy felhalmozandó dologra, a jövőbeli katasztrófák megoldására.
8. Merevséget és makacsságot mutat.

#### Kritika
Egy 2004-es tanulmány támadta három kritérium hasznosságát: perfekcionizmus, merevség és makacsság, zsugoriság. Egy 2007-es tanulmány szerint az OCPD etológiailag elkülönül az elkerülő és függő személyiségzavaroktól, sugallva ezzel, hogy tévesen sorolták a C csoportú zavarok közé.

### WHO
A WHO ICD-10 (World Health Organization's) meghatároz egy fogalmilag eltérő zavart a rögeszmés-kényszeres személyiségzavartól, melyet Anankastic személyiségzavarnak nevez.
A betegség diagnosztizálásához a személyre jellemzőnek kell lennie legalább háromnak az alábbi tényezők közül:
1. Túlzott aggodalom és óvatosság;
2. Részletekbe, szabályokba, listákba, rendbe, szervezettségbe, menetrendbe való belefeledkezés, megszállottság;
3. Perfekcionizmus, mely zavarja a személyt a feladatmegoldásban;
4. Túlzott lelkiismeretesség, aggályoskodás, és betarthatatlan teljesítmény-elvárás, az örömérzet és az interperszonális kapcsolatok kirekesztése az egyén életéből;
5. Túlzott ragaszkodás a szociális konvenciókhoz;
6. Merevség és makacsság;
7. Észszerűtlen ragaszkodás ahhoz, hogy mások elfogadják az ő pontos, szigorú szabályait a dolgok elvégzésében, vagy észszerűtlen idegenkedés attól, hogy másokat engedjen megoldani a feladatokat;
8. Tolakodó ragaszkodás, kellemetlen gondolatok és impulzusok.

### Millon-féle altípusok
Theodore Millon a kényszerességnek 5 altípusát azonosította:
- Lelkiismeretes kényszeresség – függőségeket foglal magában
- Erkölcsös kényszeresség – paranoiás tulajdonságokat foglal magában
- Bürokratikus kényszeresség – nárcisztikus tulajdonságokat foglal magában
- Takarékos kényszeresség – skizoid tulajdonságokat foglal magában, hasonlóan a Fromm-féle kényszeres betegséghez[18]
- Kínzó/babonás kényszeresség – negatív, passzív agresszív tulajdonságokat foglal magában

### Differenciáldiagnózis
Az OCPD gyakran összetéveszthető a rögeszmés-kényszeres betegséggel (OCD). A hasonló név ellenére ezek különböző betegségek, bár néhány OCPD-s személy OCD-ben is szenved, és a kettő gyakran megtalálható egy családon belül, gyakran evészavarok kíséretében. Az OCPD-től szenvedő emberek általában nem érzik szükségét rituális cselekedetek többszöri megismétlésének – ami gyakori tünete az OCD-nek.
Az OCPD gyakran jár együtt hangulatzavarokkal úgy, mint a depresszió vagy a generalizált szorongásos zavar.

## Kezelés
Az OCPD kezelése rendszerint magában foglalja a pszichoterápiát és az önsegítést. A gyógyszeres kezelés önmagában általában nem javasolt erre a személyiségzavarra, de a fluoxetine szedése elősegíti a kezelés sikerességét. Szorongás elleni gyógyszer csökkentheti a félelemérzést, míg az SSRI-k (anti-depresszánsok) enyhíthetik a frusztrációt. Enyhe nyugtató csökkentheti az alkoholfüggőséget, amennyiben ez fennáll. Az ADHD-k javíthatják a feladatmegoldást, a szellemi koncentráció javításával, amely szemmel látható sikert eredményez és javítja a kilátásokat a gyógyulásra. A koffein érzékenység súlyosbító tényező lehet az OCPD kezelésében.

### Pszichoterápia
- Kognitív viselkedésterápia
- Viselkedésterápia – a kényszerek egészségesebb, hatékony viselkedéssé formálásának módjait beszélik meg egy terapeutával. Ezen terápia egyik hatékony formája[21] a kognitív analitikus terápia.[22]
- Pszichoterápia – beszélgetés egy képzett tanácsadóval vagy pszichoterapeutával, aki megérti a beteg állapotát és tanácsokkal látja el.
- Pszichofarmakológia – egy pszichiáter felírhat gyógyszert, ami elősegíti az önsegítést, és képessé teszi a pácienst más terápiákban való hatékonyabb részvételre.

## Epidemiológia
Az OCPD a teljes népesség kb. 1%-ánál fordul elő. A pszichiátriai járó betegek körében gyakoribb, mintegy 3-10%-uknál megjelenik. Kétszer olyan gyakori férfiaknál, mint nőknél.

## Történet
1908-ban, Sigmund Freud írta le, a ma rögeszmés-kényszeres személyiségzavar néven ismert betegséget, ő az effajta betegségben szenvedőket „análisan fixált személyeknek” nevezte. Azonosította e személyiségtípus fő jellemvonásait: a rendezettségbe, takarékoskodásba belefeledkező, önfejű, makacs és merev személyek. Ez a koncepció beleillik a pszichoszexuális fejlődési elméletébe is, miszerint a gyermek pszichoszexuális fejlődése során a libidó más-más területeket vesz birtokba. Ez alapján öt pszichoszexuális fejlődési szakaszt különböztet meg, melyek közül a második az anális szakasz, vagy anal stage (1-3 éves korban). Valamely környezeti hatás, vagy a szülőkkel való nem megfelelő kapcsolat miatt ebben a szakaszban libidófixáció következhet be, mely alapot adhat a későbbi betegesen rendszerető, tisztaságmániás, babonás vagy fukar személyiségjegyek kialakulásának.
Az 1990-es évek eleje óta jelentős új kutatásokat végeztek az OCPD-vel, és annak jellegzetességeivel kapcsolatban, többek között azt a tendenciát vizsgálva, hogy az OCPD evészavarokkal együtt jelenhet meg a családokban, és hogy már gyermekkorban is kialakulhat.

## Ajánlott irodalom
- Alarcon, Renato D et al. (1980). Personality Disorders and Culture. New York: John Wiley and Sons, 1998
- Baer, Lee. (1998). "Personality Disorders in Obsessive–Compulsive Disorder." In Obsessive–Compulsive Disorders: Practical Management. Third edition. Jenike, Michael et al. (eds.). St. Louis: Mosby
- Beck, Aaron T. and Freeman, Arthur M. and Associates. (1990). Cognitive Therapy of Personality Disorders. New York: Guilford Press.
- Benford, Timothy B & Johnson, James P. (1991). Righteous Carnage. The List Murders. New York: Charles Scribner's Sons.ISBN 978-0-9710560-4-6. Now available as an e-book (see links below)
- Cammer, Leonard, MD. (1983). Freedom From Compulsion. How To Liberate Yourself From Uptight, Obsessive Patterns of Living That Rob You of Peace of Mind. New York: Simon & Schuster. ISBN 978-0-671-50188-4
- Daniel, Gwyneth, PhD. (2008). Tightrope Walking. Everything You Need To Know About OCPD and Perfectionism. Christchurch: Willows Books Publishing. ISBN 978-1-901375-11-4. Out of print. Available for free download online through Google Books, or through the external link shown below
- Freud, S. (1959, original work published 1908).Character and Anal Eroticism, in The Standard Edition of the Complete Psychological Works of Sigmund Freud, 9, 170–1. James Strachey, ed. London: Hogarth. ISBN 978-0-7012-0067-1 ISBN 0-7012-0067-7
- Jenike, Michael. (1998). "Psychotherapy of Obsessive–compulsive Personality." In Obsessive–Compulsive Disorders: Practical Management. Third edition. Jenike, Michael et al. (eds.). St. Louis: Mosby
- Kay, Jerald et al. (2000). "Obsessive–Compulsive Disorder." In Psychiatry: Behavioral Science and Clinical Essentials. Jenike, Michael et al. Philadelphia: W. B. Saunders
- Mallinger, Allan E & Dewyze, Jeannette (1992). Too Perfect: When Being in Control Gets Out of Control. New York: Clarkson Potter. ISBN 978-0-449-90800-6 ISBN 0-449-90800-3
- MacFarlane, Malcolm M. (ed.) (2004). Family Treatment of Personality Disorders. Advances in Clinical Practice. Binghamton, NY: The Haworth Press
- Ryle, A. & Kerr, I. B. (2002). Introducing Cognitive Analytic Therapy: Principles and Practice. Chichester: John Wiley & Sons. ISBN 978-0-470-85304-7
- Salzman, Leon. (1995).Treatment of Obsessive and Compulsive Behaviors, Jason Aronson Publishers. ISBN 1-56821-422-7
- Shapiro, David. (1984). Autonomy and Rigid Character, Basic Books. ISBN 0-465-00568-3
- Shapiro, David. (1965). Neurotic Styles, Basic Books, 1965. ISBN 0-465-09502-X
- Penzel, Fred. (2000). Obsessive–Compulsive Disorders: A Complete Guide to Getting Well and Staying Well. Oxford University Press, USA. MPN 0195140923
- World Health Organization (WHO). (1992). The ICD-10 Classification of Mental and Behavioural Disorders. Geneva: WHO

## Fordítás
- Ez a szócikk részben vagy egészben a Obsessive–compulsive personality disorder című angol Wikipédia-szócikk fordításán alapul.  Az eredeti cikk szerkesztőit annak laptörténete sorolja fel. Ez a jelzés csupán a megfogalmazás eredetét és a szerzői jogokat jelzi, nem szolgál a cikkben szereplő információk forrásmegjelöléseként.